# Drzazgi (Świątki)
Drzazgi (deutsch Kienberg) ist ein Ort in der polnischen Woiwodschaft Ermland-Masuren. Er gehört zur Landgemeinde Świątki (Heiligenthal) im Powiat Olsztyński (Kreis Allenstein).

## Geographische Lage
Drzazgi liegt im nördlichen Westen der Woiwodschaft Ermland-Masuren, 29 Kilometer südwestlich der früheren Kreisstadt Heilsberg (polnisch Lidzbark Warmiński) bzw. 20 Kilometer nordwestlich der heutigen Kreismetropole und auch Woiwodschaftshauptstadt Olsztyn (deutsch Allenstein).

## Geschichte
Das einstige Kienberg bestand aus einem großen Hof und lag im ostpreußischen Kreis Heilsberg. Es gehörte bis zum 29. September 1928 zum Gut Adlig Queetz (polnisch Kwiecewo (Osada)), mit dem es dann in die Landgemeinde Queetz (bis 1919 Königlich Queetz, polnisch Kwiecewo) eingegliedert wurde.
Mit der Überführung des gesamten südlichen Ostpreußen an Polen 1945 in Kriegsfolge erhielt Kienberg die polnische Namensform „Drzazgi“. Heute ist es eine Ortschaft innerhalb der Gmina Świątki (Landgemeinde Heiligenthal) im Powiat Olsztyński (Kreis Allenstein), von 1975 bis 1998 der Woiwodschaft Olsztyn, seither der Woiwodschaft Ermland-Masuren zugehörig. Im Jahre 2021 zählte Drzazgi 39 Einwohner.

## Religion
Drzazgi gehört heute wie bereits Kienberg vor 1945 zur römisch-katholischen Kirche in Kwiecewo ((Königlich) Queetz) im jetzigen Erzbistum Ermland. 
Bis 1945 war Kienberg außerdem in die evangelische Pfarrkirche Guttstadt (Dobre Miasto) in der Kirchenprovinz Ostpreußen der Kirche der Altpreußischen Union eingegliedert. Heute gehört Drzazgi zur Diözese Masuren der Evangelisch-Augsburgischen Kirche in Polen.

## Verkehr
Drzazgi liegt an der verkehrsreichen Woiwodschaftsstraße 530, die die Städte Dobre Miasto (Guttstadt) und Ostróda (Osterode in Ostpreußen) verbindet und über Świątki (Heiligenthal) verläuft. 
Eine Bahnanbindung besteht nicht.